# Сортавала (деревня)
Сортавала (фин. Sortavala) — упразднённая деревня на территории Полянского сельского поселения Выборгского района Ленинградской области. По некоторым сведениям в 1948 году была переименована в Волково.

## История
Согласно карте Ингерманландии и Карелии выпуска 1745 года деревня называлась Сардовала.
- Деревня Сортавала (Сардовала) на русской карте 1745 года

В 1909 году участок земли близ деревни называемой Сортовала на берегу Финского залива был приобретён блаженной Уршулой Ледуховской для устройства монастыря. В деревне было открыто подобие тайного новициата и католическая школа-интернат «Мерентяхти» (фин. «Звезда Моря»). 
В 1910 году были устроены часовня и квартира священника. 16 июля 1910 года сестры урсулинки установили на берегу статую Богоматери.
К 1914 году вокруг школы возникло небольшое, около 100 человек, польское поселение. В Сортавале хотели даже открыть костёл, но Министерство внутренних дел этого не допустило. 12 августа 1914 года мать Урсула, как подданная Австро-Венгрии, покинула Россию. 
В часовне при школе-интернате служили: священник Иоанн ван Гоммерих (1910—1911), священник Феодор ван Хойген (1910—1911), оба из Братства святого Духа, священник Иоанн Сенкус (1911—1912), священник Адольф Карлинг (1912—1914).
- Деревня Сортавала на финской карте 1923 года

До 1939 года деревня Сортавала входила в состав волости Уусикиркко Выборгской губернии Финляндской республики.
В деревне было более 40 домов.
По некоторым данным, в 1948 году деревня Сортавала получила название посёлок Волково. Однако в справочниках административно-территориального деления Ленинградской области и справочнике о переименованных населённых пунктах Карельского перешейка информация о населённом пункте Волково отсутствует.
14 июля 2011 года стараниями урсулинок из Санкт-Петербурга на историческом месте была вновь водружена статуя Пресвятой Девы.

## География
Посёлок находился в южной части района на автодороге 41А-082 (Зеленогорск — Выборг) близ северного берега Финского залива.

## Фото
- Святая Урсула Ледуховская, основательница «Мерентяхти»
- «Мерентяхти» в начале 20 века
- Главный вход в «Мерентяхти»
- Остатки служебного помещения
- Могила С. Марии Антонины (Эльжбеты Беньковской)
- Могила С. Марии Антонины (Эльжбеты Беньковской), ум. 8 сентября 1909 года.